# Silniejsi od nocy
Silniejsi od nocy (niem. Stärker als die Nacht) – wschodnioniemiecki dramat filmowy z 1954 w reżyserii Złatana Dudowa. 

## Fabuła
Obraz przedstawia losy robotnika z Hamburga, Hansa Löninga (komunisty) i jego żony Gerdy (antyfaszystki). W 1933 Gerda spodziewa się pierwszego dziecka. Po przejęciu władzy przez Hitlera, jej mąż, jako komunista, musi zejść do podziemia. Kiedy Gerda rodzi dziecko, Hans przebywa już w areszcie, a potem przez siedem lat w niemieckim obozie koncentracyjnym. Mimo rozłąki Gerda pozostaje wierna mężowi i komunistycznym ideałom. Kiedy Hans zostaje w 1940 zwolniony, wie, że powtórne aresztowanie skończy się wyrokiem śmierci. Mimo tego organizuje nową, nielegalną w III Rzeszy organizacje komunistyczną, która trudni się sabotażem w fabrykach zbrojeniowych i kolportuje polityczne ulotki. W wyniku donosu Hans po raz drugi zostaje aresztowany przez gestapo – umiera z godnością i nadzieją na lepsze czasy.

## Charakterystyka
Film ukazuje spustoszenie, jakie niemiecki nazizm spowodował w klasie robotniczej tego kraju.